# In mijn dromen
In mijn dromen is een Nederlandstalige roman geschreven door Simone van der Vlugt en in 2011 gepubliceerd.

## Het verhaal
“In mijn dromen” is een verhaal over paranormale zaken, met name lucide dromen en de dreiging van terrorisme.
Het hoofdpersonage Rosalie heeft een kapperszaak in Amsterdam en is getrouwd met Jeroen. Als Rosalie en Jeroen op vakantie zijn in Marrakesh droomt Rosalie dat het vliegtuig waarmee ze zullen terugkeren zal neerstorten en weigert ze mee te vliegen. Jeroen stapt wel op het vliegtuig, dat inderdaad neerstort zoals Rosalie gedroomd heeft. Haar man komt hierbij om het leven. Terug in Amsterdam besluit Rosalie de politie in te lichten omdat ze vermoedt dat het geen ongeluk was, maar een aanslag. Niemand gelooft haar. Wanneer ze weer een voorspellende droom krijgt, deze maal van een terroristische aanslag tijdens een drukbezochte Koninginnedag te Amsterdam, besluit ze in actie te komen. Zij heeft waardevolle informatie om deze aanslag te voorkomen maar Rosalie beseft dat ze maar weinig tijd heeft. Ze heeft in haar dromen het gezicht van de terrorist gezien en gaat samen met haar vriend Rafik, die haar wel gelooft, op zoek naar deze man.